# Albert van Overbeke
 (juillet 2024).
Albert van Overbeke était un missionnaire et prélat belge, né le 20 novembre 1915 à Oostrozebeke et mort le 16 juin 1987.

## Biographie
Ordonné prêtre pour la Congrégation du Cœur Immaculé de Marie (Scheutistes) le 4 août 1940, il est recteur du Collège Saint Louis de Baguio, aux Philippines, fondé par les Scheutistes, de 1954 à 1962.
En 1966, il est nommé prélat de la nouvelle prélature de Bayombong. En 1969, peu avant son installation comme prélat, il est nommé évêque titulaire de Caliabria (de). Lorsque Bayombong est élevé au rang de diocèse par le pape Jean-Paul II le 15 novembre 1982, Van Overbeke en est simultanément nommé évêque.